# Sumner Welles

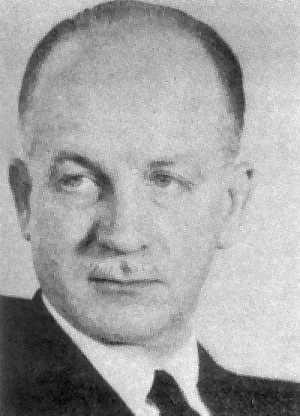
Sumner Welles

Benjamin Sumner Welles (* 14. Oktober 1892 in New York City; † 24. September 1961 in Bernardsville, New Jersey) war ein US-amerikanischer Diplomat und stellvertretender Außenminister der Vereinigten Staaten (United States Under Secretary of State) von 1937 bis 1943 in der Zeit von Franklin D. Roosevelts Präsidentschaft.

## Aufstieg
Aus einer reichen Familie kommend, der Vorname stammt von einem in den USA bekannten Vorfahren (Charles Sumner), wurde er früh mit den Roosevelts bekannt und ein Freund von Franklin D. Roosevelt. Er graduierte 1914 an der Harvard University, ging in den Diplomatischen Dienst und erhielt zunächst eine Stelle in Tokio. 1915 heiratete er Esther Slater aus einer Unternehmersfamilie in Massachusetts. Zwei Söhne stammen aus dieser Ehe. Einer wurde sein Biograph.
Sein erster Fokus wurde Lateinamerika und er wurde 1919 nach Argentinien entsandt. 1920 wurde er bereits Stellvertretender Chef der Lateinamerikaabteilung im Außenministerium in Washington. 1922 schied er vorübergehend aus dem Dienst, weil er mit der Steuerpolitik der Republikaner und der Bürokratie im Clinch lag. Außenminister Charles Evans Hughes holte ihn für drei Jahre als Spezialgesandten (Special Commissioner) im Rang eines Ministers für die Dominikanische Republik zurück.

## Kuba
In der ersten Kuba-Krise 1920 wurde er von Präsident Woodrow Wilson dorthin geschickt. Welles musste zwischen beiden Konfliktparteien vermitteln (General Herrera, den Obristen Castillo, Delgado, dem späteren Präsidenten Gerardo Machado). Im Jahr 1933 fungierte er für kurze Zeit als Botschafter der Vereinigten Staaten auf Kuba; dabei drängte er den diktatorisch regierenden Machado nach längeren Vermittlungsbemühungen mit der Opposition im August 1933 zum Rücktritt und unterstützte die Übergangspräsidentschaft von Carlos Manuel de Céspedes y Quesada, der seinerseits am 5. September von einem von Fulgencio Batista angeführten Militärputsch entmachtet wurde.

## Die Stimson-Doktrin
1940 lehnte er die sowjetische Annexion der drei baltischen Staaten als Folge des Molotow-Ribbentrop-Pakts zwischen dem Deutschen Reich und der Sowjetunion ab. Dieser Position schlossen sich sehr viele Länder an.

## Zweiter Weltkrieg
Im Zweiten Weltkrieg diente Welles häufig als Berater Franklin Roosevelts im State Department. Ihm wird der Entwurf für die Vereinten Nationen (United Nations) zugeschrieben (siehe auch Cordell Hull). Wegen einer angeblichen homosexuellen Affäre musste er 1943 sein Amt räumen. Er blieb aber über viele Jahre ein prominenter US-Kommentator und Buchautor zur Außenpolitik.

## Privates
Welles war ab 1915 in erster Ehe mit Esther Slater verheiratet und hatte zwei Kinder:
- Benjamin Welles (1916–2002), Auslandskorrespondent für die New York Times
- Arnold Welles (1918–2002).

In zweiter Ehe heiratete er 1925 Mathilde Scott Townsend (1885–1949). In dritter Ehe war er ab Januar 1952 mit  Harriette Appleton Post verheiratet.
1947 wurde Welles in die American Academy of Arts and Sciences gewählt.

## Werke
- The time for decision. Harper & Brothers, New York NY 1944
  - in Französisch: L'heure da la décision. 2 Bde. Brentanos's, New York NY 1946
- An Intellegent American's Guide To the Peace, Dryden Press, New York 1945
- Laurence Duggan 1905-1948: In Memoriam, Overbrook Press, Stamford (CT) 1949